# Atletismo nos Jogos Pan-Americanos de 1983 - 50 km marcha atlética masculina
A prova dos 50 km da marcha atlética masculina nos Jogos Pan-Americanos de 1983 foi realizada em Havana, Cuba.

## Medalhistas
| Ouro                     | Prata                      | Bronze                            |
| Raul Gonzales MEX México | Martín Bermúdez MEX México | José Querubín Moreno COL Colômbia |

## Resultados
| Posição           | Nome                 | Nacionalidade      | Tempo   | Notas |
| ----------------- | -------------------- | ------------------ | ------- | ----- |
| Medalha de ouro   | Raul Gonzales        | MEX México         | 4:00:45 |       |
| Medalha de prata  | Martín Bermúdez      | MEX México         | 4:04:21 |       |
| Medalha de bronze | José Querubín Moreno | COL Colômbia       | 4:23:20 |       |
| 4                 | Tom Edwards          | USA Estados Unidos | 4:30:53 |       |
| 5                 | Enrique Peña         | COL Colômbia       | 4:51:28 |       |
| 6                 | Nelson Funes         | GUA Guatemala      | 4:59:08 |       |